# سونينو
سونينو هي بلدة ومدينة في مقاطعة لاتينا ، في منطقة لاتسيو بوسط إيطاليا .
وهي مكان ميلاد الاعب للمنتخب الإيطالي لكرة القدم أليساندرو ألتوبيلي ورئيس أساقفة الروم الكاثوليك فيلاسيو دي باوليس .

## تاريخ
نشأت في العصور الوسطى المبكرة (الاسم المشتق ربما من sommum اللاتينية، وتعني «أعلى»)، تم ذكر Sonnino لأول مرة في ثور بابوي من 999. تم الاحتفاظ به لأول مرة من قبل دي سومبنينو، واستحوذ عليه أونوراتو الأول كايتاني في عام 1369. سكنت القلعة كايتاني داراغونا (عائلة نبيلة) حتى باعوها في عام 1469 إلى كولونا، الذين تبعتهم لاحقًا عائلات أنتونيلي وتالاني.
في يوليو 1819، أمر الكاردينال إركول كونسالفي، وزير الخارجية في الفاتيكان، بهدم سونينو أرضًا لأنها أصبحت مطاردة سيئة السمعة للقطاع في كامبانيا دي روما.

## المدن التوأم
- Eysines, France, since 1997
- Kanal ob Soči, Slovenia, since 2003
- Binasco, Italy, since 2009